# 907年
| 千纪： | 1千纪 |
| 世纪： | 9世纪 \| 10世纪 \| 11世纪 |
| 年代： | 870年代 \| 880年代 \| 890年代 \| 900年代 \| 910年代 \| 920年代 \| 930年代                                                                            |
| 年份： | 902年 \| 903年 \| 904年 \| 905年 \| 906年 \| 907年 \| 908年 \| 909年 \| 910年 \| 911年 \| 912年                                                      |
| 纪年： | 丁卯年（兔年）；唐（南吴、吴越）天祐四年；后梁開平元年；前蜀天復七年；李茂貞天復七年；大長和安国六年；日本延喜七年；后百济正开七年；后高句丽圣册三年 |

## 大事记
- 中国
  - 5月12日——朱溫廢唐哀帝，建立後梁，唐朝正式滅亡，享國二百七十五年（618年－690年，705年－907年），五代十國開始。
  - 后梁封马殷为楚王。
  - 後梁封錢鏐為吳越王，建吳越國。
  - 後梁任命高季興為荊南節度使。
  - 王建因不服後梁而在蜀稱帝，史稱前蜀，年號天復。
  - 五月，朱全忠派陝州節度使康懷貞進攻晉佔領的潞州，後梁與晉爆發潞州之戰。
  - 六月，晉王李克用派周德威率援軍前往馳援後梁圍攻的潞州。
  - 八月，晉國將領周德威在余吾擊敗後梁 康懷貞的輕騎都頭秦武，梁太祖朱全忠貶康懷貞為行營都虞候，派李思安為潞州行營都統，參與潞州之戰。

後梁軍未能攻佔潞州，李克用的援軍周德威來到，擊敗。
- - 十一月，晉王李克用派李存璋進攻晉州和洺州。
  - 十二月，梁太祖朱全忠派兵馳援晉州。
  - 南吳徐溫發動政變，楊氏大權旁落。
  - 耶律阿保機被選為契丹部落聯盟首領，連任9年。
  - 静海节度使曲承裕死，以其子靜海軍行營司馬權知留後曲顥起複為安南都護，充節度使。

## 逝世
- 曲承裕，唐朝末期静海节度使。